# ノーフォーク・テリア

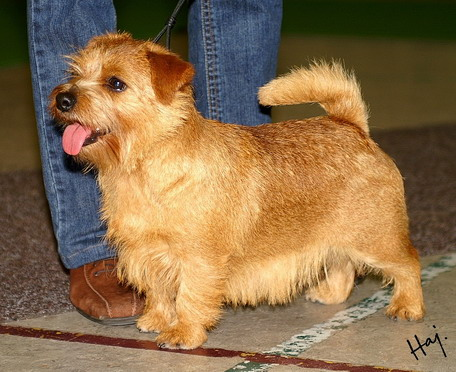
ノーフォーク・テリア

ノーフォーク・テリア(英: Norfolk  Terrier)は、イギリスを原産国とする犬種。犬のグループ分類では「テリアグループ」に属する。

## 歴史
イギリスの農村でネズミやキツネなどへの狩猟用として古くから使われてきた。そのため元々は農村部でのみ飼育される犬種だったが、現在では都市部でも飼育されるようになった。
1936年にノーリッチ・テリアとしてアメリカンケネルクラブ(AKC)に認定された。 当時この犬種は立ち耳タイプだけを認めていたが、耳が垂れたタイプの犬も存在するということが判明し、1979年に耳の垂れたタイプがノーフォーク・テリアという別の犬種として認定されることになった。

## 特徴
平均的な体高は雌雄ともに約23cmから約25cmで、体重は雌雄ともに5kg弱程度にしかならない。テリアグループの中では特に小さい犬種の一つで、同じ「テリア」の名を持つ犬種の中ではヨークシャー・テリアの次に小型の犬種。
大きくなっても25cm程度にしかならない小型犬だが、天候の変化には比較的耐えやすく、どんな天候でも小動物を執拗に追跡する姿から「原野の小悪魔」の二つ名で呼ばれている。

## ギャラリー

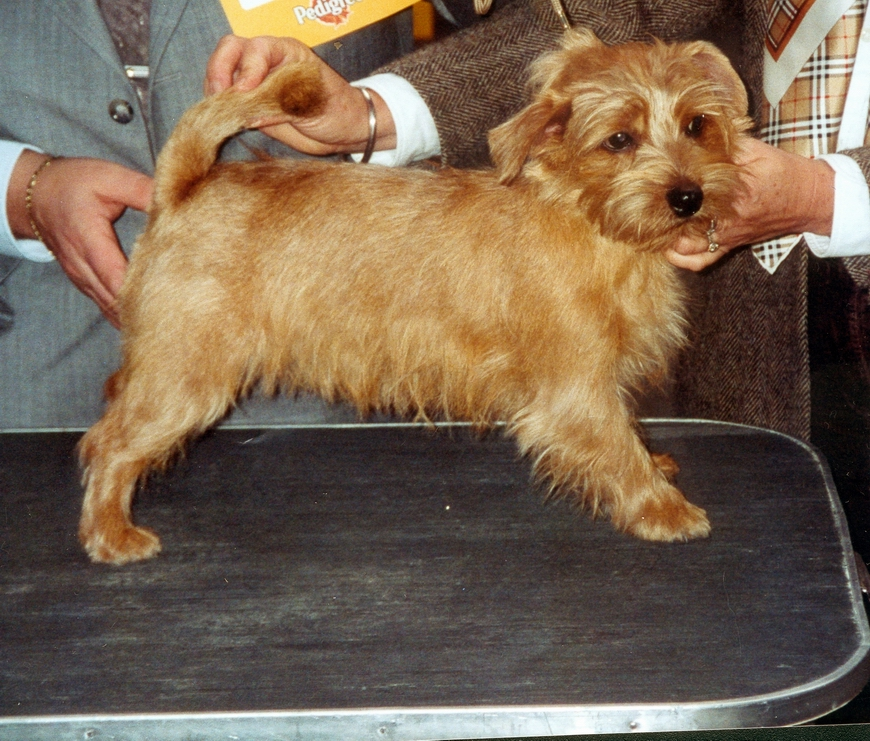
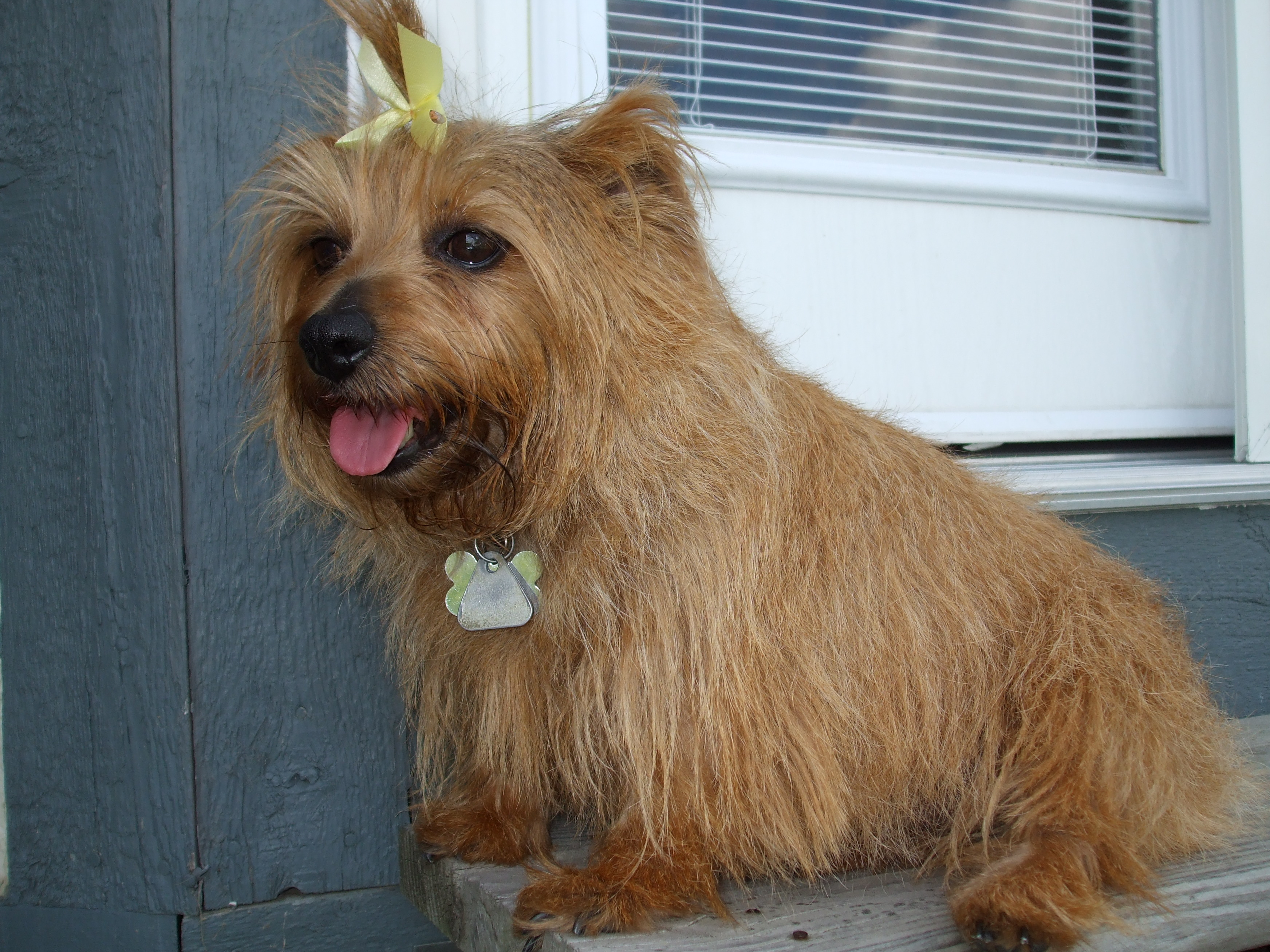
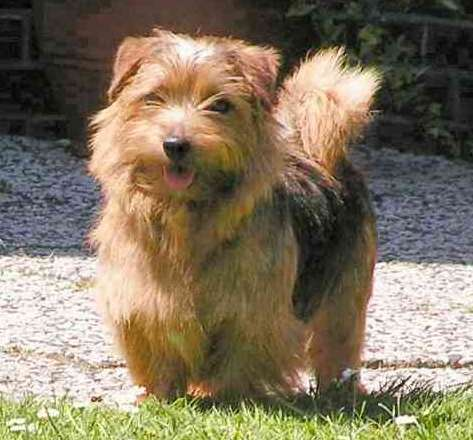
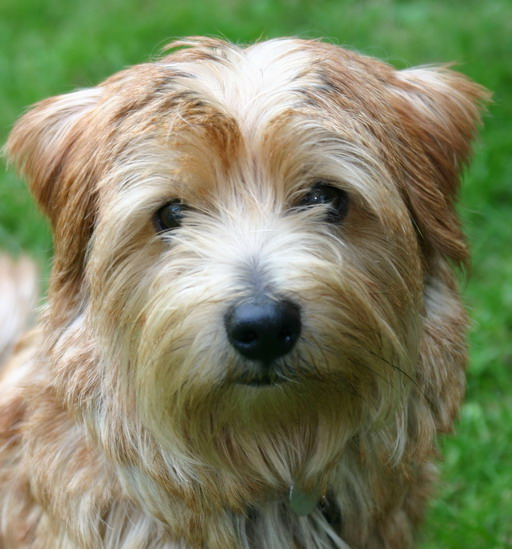
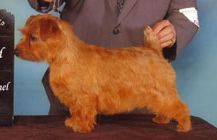